# Film giudiziario
Il film giudiziario è un genere cinematografico caratterizzato dal fatto che la narrazione ruota attorno a un procedimento giudiziario o un contenzioso legale o comunque all'attività professionale di professionisti legali.

## Caratteristiche
Il cinema giudiziario ha avuto origine nei paesi anglosassoni e in particolare nella cinematografia americana (dove i film che appartengono a questo genere sono definiti come Legal Drama o "Legal Thriller" o Courtroom Drama).
Le trame solitamente sono incentrate attorno alla preparazione e/o allo svolgimento di un processo, civile o penale. I protagonisti della narrazione sono il più delle volte gli avvocati di una parte del processo. Una buona parte dei film di questo genere ruotano attorno a uno o più legali che assumono la difesa di un imputato in un procedimento penale per gravi crimini, arrivando a dimostrarne l'innocenza in aula.
Il cinema giudiziario spesso si sovrappone con altri generi cinematografici, in particolare con il cinema giallo, il cinema thriller e il cinema poliziesco pur se solitamente è presente una differenza nella struttura della trama.
La American Bar Association ha pubblicato una lista dei 12 migliori film giudiziari di sempre.

## Impatto culturale
A partire dagli anni settanta, il cinema giudiziario è oggetto di ricerca e approfondimento anche nel mondo degli studi giuridici. Le facoltà di legge nordamericane propongono nei loro programmi di studio corsi di "Law and Film", nel quadro più ampio degli studi di "Law and Humanities", che indagano in ottica interdisciplinare il rapporto tra diritto, società e cultura popolare, approcciandosi al cinema come prodotto culturale, influenzato e attraversato dalla realtà sociale e anche dal contesto giuridico e ordinamentale.
Fra i professionisti del diritto è opinione piuttosto diffusa che il cinema giudiziario offra una rappresentazione in buona parte errata della realtà dei procedimenti giudiziari. Ciò deriverebbe dall'esigenza di offrire una forma interessante e spettacolare alle vicende rappresentate.